# Liste der Baudenkmale in Lübberstorf
In der Liste der Baudenkmale in Lübberstorf sind alle denkmalgeschützten Bauten der mecklenburgischen Gemeinde Lübberstorf und ihrer Ortsteile aufgelistet. Grundlage ist die Veröffentlichung der Denkmalliste des Kreises Nordwestmecklenburg mit dem Stand vom 16. September 2020.

## Baudenkmale nach Ortsteilen

### Lübberstorf
| ID  | Lage          | Bezeichnung | Beschreibung | Bild |
| --- | ------------- | ----------- | ------------ | ---- |
| 878 | Dorfstraße 16 | Bauernhaus  |              |      |
| 879 | Dorfstraße 17 | Bauernhaus  |              |      |

### Lüdersdorf
| ID  | Lage            | Bezeichnung | Beschreibung | Bild |
| --- | --------------- | --- | ------------ | ---- |
| 901 | Bahnhofstraße   | Bahnhof m. Empfangsgebäude 1 und 2, Speicher und Hofpflasterung, Wohnhaus u. Stellwerk (Bahnhofstr. 4,8,10, 11,12,13) |              |      |
| 902 | Dorfstraße 13   | Bauernhaus |              |      |
| 903 | Hauptstraße 21  | Wohnhaus |              |      |
| 904 | Hauptstraße 54  | Wohnhaus |              |      |
| 905 | Hauptstraße 56  | Wohnhaus m. Zaun |              |      |
| 906 | Mühlenstraße 22 | Wohnhaus |              |      |

## Quelle
- Denkmalliste des Landkreises Nordwestmecklenburg (Stand: 9. November 2023; PDF, 1,2 MByte)

- Karte mit allen Koordinaten:
- OSM |
- WikiMap